# Jacques Kazadi
Pour les articles homonymes, voir Kazadi.
Jacques Kazadi, né le 23 décembre 1936 à Luluabourg et mort le 23 avril 2020 à Kinshasa, est un économiste, professeur et homme politique congolais (RDC).

## Biographie
Jacques Kazadi termine ses études secondaires au Collège Saint-Joseph de Luluabourg, pour ensuite poursuivre des études supérieures à l'université Lovanium. De 1967 à 1971, il déménage en Belgique accompagnée de son épouse et de ses enfants, afin d'étudier à l'université catholique de Louvain, d'où il obtient un doctorat en sciences économiques,.
Universitaire et chercheur, Jacques Kazadi a enseigné dans plusieurs universités au Congo et à l'international, notamment l'université de Kinshasa et à l'université du Michigan à Ann Arbor, avant d'être nommé le premier doyen noir de la Faculté des sciences économiques et premier Président du Conseil pour le développement de la recherche en sciences sociales en Afrique (CODESRIA) de 1973 à 1976,. CODESRIA est la plus grande organisation des chercheurs africains en sciences sociales œuvrant sur le continent africain.
Au cours des années 1970, il entre dans le milieu politique au sein du Mouvement populaire de la Révolution, parti du président Mobutu Sese Seko et parti-unique du Zaïre d'alors. Il prend les fonctions de trésorier jusqu'à la Conférence Nationale du 24 avril 1990, quand il quitte le parti,.
Jacques Kazadi est l'auteur de plusieurs publications, notamment : Problématique de l’application du SMIG (2004) ; Politique salariale dans la fonction publique (2007) ou encore L’entreprise privée nationale et la gestion moderne (2008).

### Vie privée
Jacques Kazadi, dit "Jacqui", est marié et père de 4 enfants dont Nicolas Kazadi. Il meurt le 23 avril 2020 à Kinshasa, à l'âge de 83 ans.